# 劉生中
劉生中（？—？），號性宇，直隸滄州人，明朝政治人物。

## 生平
萬曆十九年（1591年）與弟劉生和同中辛卯科順天鄉試舉人。萬曆二十年（1592年），聯捷壬辰科第三甲第十一名進士，改庶吉士，二十二年九月授翰林院檢討，充正史纂修官。二十五年正月教习内書堂，二十六年充會試同考官，二十八年六月与兵科給事中桂有根主考浙江乡试，二十九年二月充经筵展書官，十二月管理文官诰敕。

## 家族
曾祖劉玹；祖父劉存信；父劉正蒙。